# Volker Bruch
Volker Bruch (Monaco di Baviera, 9 marzo 1980) è un attore tedesco.

## Biografia
Nato a Monaco di Baviera il 9 marzo 1980, è attualmente residente a Berlino; ha cinque fratelli. Dopo il diploma ha frequentato il Max Reinhardt Seminar di Vienna, studiando arti sceniche. Attore di cinema e televisione, ha però debuttato in teatro recitando nell'opera Il cerchio di gesso del Caucaso di Bertolt Brecht. Nel 2004 durante la sua formazione professionale, ha recitato un piccolo ruolo in un episodio della serie televisiva tedesca Il commissario Rex. Nel 2005 ha recitato nel lungometraggio tedesco The Real Life, vincitore del Premio Adolf Grimme 2009, al fianco dell'attrice Katja Riemann. 
Ha ricoperto altri ruoli di rilievo nei film The Reader - A voce alta, Female Agents, La banda Baader Meinhof, Der rote Baron, dove interpreta Lothar von Richthofen, fratello del più celebre aviatore tedesco Manfred von Richthofen, soprannominato appunto Barone Rosso, Young Goethe in Love, Little Paris e Nanga Parbat; il ruolo che lo ha fatto conoscere maggiormente a livello internazionale è stato quello del tenente della Wehrmacht Wilhelm Winter nella miniserie tv Generation War (2013). 

### Vita privata
Dal 2009 ha una relazione sentimentale con la collega Miriam Stein. La coppia ha un figlio nato nel 2017.

## Filmografia

### Cinema
- Raus ins Leben, regia di Vivian Naefe (2003)
- Rose, regia di Alain Gsponer (2005)
- Bummm!, regia di Alain Gsponer (2006)
- Beste Zeit, regia di Marcus H. Rosenmüller (2008)
- Female Agents (Les femmes de l'ombre), regia di Jean-Paul Salomé (2008)
- Beste Gegend, regia di Marcus H. Rosenmüller (2008)
- Il Barone Rosso (Der rote Baron), regia di Nikolai Müllerschön (2008)
- La Banda Baader Meinhof (Der Baader Meinhof Komplex), regia di Uli Edel (2008)
- The Reader - A voce alta (The Reader), regia di Stephen Daldry (2008)
- Little Paris, regia di Miriam Dehne (2008)
- Tannöd, regia di Bettina Oberli (2009)
- Nanga Parbat, regia di Joseph Vilsmaier (2010)
- Goethe!, regia di Philipp Stölzl (2010)
- WestWind, regia di Robert Thalheim (2011)
- Confession of a Child of the Century, regia di Sylvie Verheyde (2012)
- Beste Chance, regia di Marcus H. Rosenmüller (2014)
- Hin und weg, regia di Christian Zübert (2014)
- Fuck you, prof! 2 (Fack ju Göhte 2), regia di Bora Dağtekin (2015)
- L'uomo dal cuore di ferro (HHhH), regia di Cédric Jimenez (2017)
- Millennium - Quello che non uccide (The Girl in the Spider's Web), regia di Fede Álvarez (2018)
- Rocca verändert die Welt, regia di Katja Benrath (2019)
- Race for Glory: Audi vs. Lancia, regia di Stefano Mordini (2024)

### Televisione
- Vater wider Willen – serie TV, episodio 3x08 (2002)
- SK Kölsch – serie TV, episodio 5x10 (2003)
- Il commissario Rex (Kommissar Rex) – serie TV, episodio 9x08 (2004)
- Baal, regia di Uwe Janson – film TV (2004)
- Tatort – serie TV, 4 episodi (2004-2013)
- SOKO - Misteri tra le montagne (SOKO Kitzbühel) – serie TV, episodio 3x04 (2004)
- Die Verbrechen des Professor Capellari – serie TV, episodio 1x16 (2004)
- Unter weißen Segeln – serie TV, episodio 1x03 (2005)
- Hengstparade , regia di Michael Kreindl – film TV (2005)
- Squadra speciale Lipsia (SOKO Leipzig) – serie TV, episodio 5x06 (2005)
- Der Untergang der Pamir, regia di Kaspar Heidelbach – film TV (2006)
- Nichts ist vergessen, regia di Nils Willbrandt – film TV (2007)
- Der Staatsanwalt – serie TV, episodio 1x02 (2007)
- Ein starkes Team – serie TV, episodio 1x35 (2007)
- Machen wir's auf Finnisch, regia di Marco Petry – film TV (2008)
- Einer bleibt sitzen, regia di Tim Trageser – film TV (2008)
- I guardiani del tesoro (Treasure Guards), regia di Iain B. MacDonald – film TV (2011)
- Generation War (Unsere Mütter, unsere Väter) – serie TV, episodi 1x01-1x02-1x03 (2013)
- München Mord, regia di Urs Egger – film TV (2013)
- La pellegrina (Die Pilgerin) – miniserie TV, 2 episodi (2014)
- Ein Teil von uns, regia di Nicole Weegmann – film TV (2016)
- Babylon Berlin – serie TV, 40 episodi (2017-in corso)
- Rocca cambia il mondo regia di Katja Benrath - film Tv (2019)